# Icy Tower
Icy Tower este un joc pe calculator. Este un joc de platformă setat într-un turn, unde obiectivul jucătorului este să sară de la un etaj la altul și să meargă cât mai sus posibil, fără a cădea și a scăpa de pe ecran. Cu cât crește caracterul jucătorului, cu atât mai repede se deplasează podeaua turnului, iar jocul devine mai greu. În mod implicit, player-ul controlează caracterul folosind o tastatură.